# Michael Ehrich
Michael Ehrich (* 19. September 1959 in Graben) ist ein deutscher Geistlicher der Neuapostolischen Kirche. Seit dem 23. April 2006 ist er Bezirksapostel und zeitgleich Präsident der Neuapostolischen Kirche Süddeutschland.

## Leben
Mit seinem Bruder und seinen beiden Schwestern wuchs Michael Ehrich in Graben bei Karlsruhe auf. Im Alter von einem Jahr wurde er durch die Versiegelung Mitglied in der Neuapostolischen Kirche. Seinen Vater, der als Priester in der Gemeinde Karlsruhe-Mitte seinen Dienst versah, verlor er unerwartet im Alter von 18 Jahren. Nur fünf Jahre später starb auch seine Mutter nach schwerer Krankheit.
Nach Abschluss einer Lehre als Speditionskaufmann ließ sich Michael Ehrich zum Versicherungskaufmann ausbilden. Bis zu seinem Eintritt in den hauptamtlichen Dienst der neuapostolischen Kirche arbeitete er in einem großen Versicherungsunternehmen in der Vertriebssteuerung.
Seit 7. April 1990 ist Michael Ehrich mit Elke Saur, der Tochter seines direkten Amtsvorgängers Klaus Saur, verheiratet und Vater eines Sohnes.

## Ämter und Aufgaben in der NAK
- Unterdiakon (1982)
- Diakon (1985)
- Priester (Dezember 1988)
- Gemeindeevangelist (29. April 1990)
- Bezirksältester (11. November 1990)
- Apostel (20. März 1994)
- Bezirksapostel (23. April 2006)

Als Präsident der Neuapostolischen Kirche Süddeutschland ist Michael Ehrich Erster Vorsitzender von human aktiv, dem Hilfswerk der Neuapostolischen Kirche Süddeutschland.
2009 gründete Michael Ehrich die Akademie der Neuapostolischen Kirche Süddeutschland: ein Aus- und Weiterbildungsangebot für die ehrenamtlichen Amtsträger, Lehrkräfte, Jugendbetreuer und Musikschaffenden in den Kirchengemeinden und Kirchenbezirken der Neuapostolischen Kirche Süddeutschland. Bis heute nimmt er regelmäßig an Sitzungen der Akademieleitung teil und fördert die Weiterentwicklung.
2014 war Michael Ehrich Schirmherr des Internationalen Kirchentags (IKT) der Neuapostolischen Kirche. Dieser fand vom 6. bis 8. Juni in München statt.
Im Juni 2025 wurde in den neuapostolischen Gemeinden in Süddeutschland bekannt gegeben, dass Michael Ehrich voraussichtlich im Juni 2026 in den Ruhestand treten wird. 
Sein Nachfolger wird der Apostel Martin Rheinberger.

## Süddeutscher Arbeitsbereich
Der süddeutsche Arbeitsbereich von Michael Ehrich umfasst rund 580 Kirchengemeinden mit ca. 103.000 Mitgliedern in Baden-Württemberg, Bayern und Hessen (Stand 2022).
Arbeitssitz des Kirchenpräsidenten ist das Verwaltungs- und Dienstleistungszentrum (VDZ) der Neuapostolischen Kirche in der Heinestraße 29 in Stuttgart.

## Betreute Gebiete im Ausland
Michael Ehrich bereist zudem regelmäßig ca. 30 Länder im Ausland, die von der Neuapostolischen Kirche Süddeutschland aus seelsorgerisch und administrativ betreut werden. Rund 1.050.000 neuapostolische Christen leben dort.

### Europa
- Bosnien-Herzegowina
- Kroatien
- Nordmazedonien
- Serbien
- Ukraine

### Afrika
- Äquatorialguinea
- Äthiopien
- Benin
- Dschibuti
- Elfenbeinküste
- Eritrea
- Gabun
- Ghana
- Guinea
- Kamerun
- Liberia
- Nigeria
- Sierra Leone
- Somalia
- Togo

### Asien
- Israel
- Länder am Persischen Golf